# Kremlin Cup 2002
Der Kremlin Cup 2002 waren ein Tennisturnier der WTA Tour 2002 für Damen und ein Tennisturnier der ATP Tour 2002 für Herren im Olimpijski in Moskau und fanden zeitgleich vom 28. September bis zum 6. Oktober 2002 statt.